# Rhinella jimi
O sapo-cururu (nome científico: Rhinella jimi, antiga nomenclatura: Bufo jimi) é uma espécie de anuro da família Bufonidae, sendo encontrada no litoral brasileiro, mas especificamente entre a Amazônia e o sul do Espírito Santo. Costumam habitar florestas secundárias, savanas, áreas agricultáveis e urbanizadas. Costumam se reproduzir em poças d'água temporárias ou permanentes. Não existem ameaças contra segurança da espécie, porém podem ser sacrificados pela população local em rituais de magia negra.